# Boris Perušič
Boris Perušič (ps. Bóra, ur. 27 lipca 1940 w Zagrzebiu) – chorwacki siatkarz reprezentujący Czechosłowację, medalista igrzysk olimpijskich i mistrzostw świata.

## Życiorys
Perušič był w składzie reprezentacji Czechosłowacji, która zajęła 5. miejsce na mistrzostwach Europy 1963 w Rumunii. Wystąpił na igrzyskach olimpijskich 1964 w Tokio. Zagrał w ośmiu z dziewięciu rozgrywanych meczów. Jego zespół z ośmioma zwycięstwami i jedną porażką zajął drugie miejsce w turnieju. Razem z drużyną narodową triumfował jako gospodarz podczas mistrzostw świata 1966. W reprezentacji grał w latach 1963-1967.
Perušič był zawodnikiem klubów Slavia VŠ Praha (1959–1962, 1964–1965) i RH Praha (1962–1964, 1965–1969). Jego największym sukcesem w mistrzostwach Czechosłowacji było wicemistrzostwo w 1967 z RH. Ponadto siedmiokrotnie zajmował 3. miejsca w latach 1960–1963, 1965, 1968 i 1969. W latach 1971–1972 grał w Crvena zvezda Belgrad, z którym  dwukrotnie został wicemistrzem Jugosławii. Na początku lat 80. powrócił do Czechosłowacji i występował w Sokole Michle (1981–1985) i Podolí Praha-Dobeška (1986–1990).
Młodość spędził w Cieplicach, gdzie w miejscowym klubie Sokol uprawiał lekkoatletykę, koszykówkę, piłkę nożną, hokej na lodzie i siatkówkę. Skoncentrował się na siatkówce podczas studiów w 1958 na Uniwersytecie Ekonomicznym w Pradze. Po ich ukończeniu w 1962 rozpoczął pracę w Československé státní aerolinie, gdzie był zatrudniony do czasu przejścia na emeryturę. Pracował nie tylko w praskiej centrali ČSA, ale także w jej zagranicznych biurach, w Belgradzie, Damaszku, Frankfurcie nad Menem i Singapurze.